# Bela Vista (Campos Novos)
Bela Vista é um distrito do município brasileiro de Campos Novos, no interior do estado de Santa Catarina. Segundo o censo demográfico de 2022, realizado pelo Instituto Brasileiro de Geografia e Estatística (IBGE), sua população era de 641 habitantes e havia 240 domicílios particulares permanentes ocupados. Foi criado pela lei nº 1.810 de 20 de setembro de 1991.
De acordo com o IBGE, em 2010 a população era de 676 habitantes e havia 251 domicílios particulares.